# Bertie Donnelly
Albert J. „Bertie“ Donnelly (* 1894 in Antrim; † 16. November 1977 Dublin) war ein irischer Radrennfahrer und nationaler Meister im Radsport.

## Sportliche Laufbahn
Donnelly war im Bahnradsport aktiv und Teilnehmer der Olympischen Sommerspiele 1928 in Amsterdam. Im Sprint schied er im Vorlauf aus. Im 1000-Meter-Zeitfahren kam er zeitgleich mit Lew Elder aus Kanada auf den 11. Platz. Von 1921 bis 1940 gewann er 61 nationale Titel in verschiedenen Disziplinen des Radsports. 1935 gewann er den britischen Titel über 5 Meilen.